# Kenan Sipahi
Kenan Sipahi, né le 26 mai 1995 à Pristina en Yougoslavie, est un joueur turco-albanais de basket-ball, évoluant au poste de meneur.

## Carrière
Sipahi commence sa carrière professionnelle à l'âge de 15 ans au Tofaş Spor Kulübü, club de première division turque.
Sipahi participe au Championnat d'Europe de basket-ball masculin des 18 ans et moins avec la Turquie en 2011. La Turquie remporte la médaille de bronze. En moyenne, Sipahi marque 9,2 points et fait 2,7 passes décisives en 25 minutes de jeu. En 2012, il participe à la même compétition et en moyenne, il marque 14,9 points, fait 5,3 passes décisives (3e meilleur passeur derrière le Bulgare Deyan Karamfilov et le Slovène Matic Rebec) et prend 4,4 rebonds en 30 minutes de jeu,.
Avec Tofaş, il participe à l'EuroChallenge 2012-2013. Sipahi joue en moyenne 20 minutes et l'équipe est éliminée lors du Top 16.
En juillet 2013, Sipahi participe au Championnat d'Europe des 18 ans et moins. La Turquie remporte la compétition et Sipahi est nommé MVP de la compétition et fait partie de l'équipe-type avec les Lettons Kristaps Porziņģis et Anžejs Pasečņiks et les Croates Paolo Marinelli et Domagoj Bošnjak. Sipahi termine la compétition avec des moyennes de 10,1 points et 5 passes décisives (deuxième derrière Matic Rebec).
En août 2013, Sipahi est convoqué pour participer à la préparation de l'équipe nationale en vue du Championnat d'Europe 2013 mais il est le dernier joueur à être coupé de l'effectif.
Début septembre, Sipahi signe un contrat de 3 ans avec le Fenerbahçe. Il est le meneur titulaire de l'équipe entraînée par Željko Obradović jusqu'à ce que l'équipe atteigne le Top 16 où Bo McCalebb reprend cette position.
En février 2014, Sipahi termine deuxième, derrière Dario Šarić, au trophée de meilleur jeune joueur de l'année 2013. Le même mois, il se casse le bras et devrait manquer 3 mois.
En juin 2014, il remporte le championnat de Turquie.
En octobre 2015, Sipahi est prêté pour un an par Fenerbahçe au Pınar Karşıyaka, champion de Turquie en titre. En juillet 2016, le Fenerbahçe rompt le contrat avec Sipahi.
En août 2019, Sipahi signe un contrat de deux ans avec le Real Betis Baloncesto. Il quitte cependant le club après une année pour s'engager avec son ancienne équipe du Fenerbahçe SK. Le transfert est officialisé le 5 août 2020 et l'accord court sur une saison. Il n'est pas conservé à la fin de la saison.
En septembre 2021, Sipahi retourne en Liga ACB et s'engage avec le Casademont Saragosse.

## Palmarès

### Distinctions personnelles
- MVP et membre de l'équipe type du Championnat d'Europe des 18 ans et moins 2013.